# Nauczycielskie Kolegium Języków Obcych we Wrocławiu
Nauczycielskie Kolegium Języków Obcych (NKJO) we Wrocławiu (Foreign Language Teacher Training College Wrocław, Collège universitaire de formation des maîtres de langues étrangères de Wrocław, Fremdsprachenkolleg für Lehrerausbildung Wrocław) – nieistniejąca publiczna szkoła wyższa we Wrocławiu, której założycielem był samorząd województwa dolnośląskiego. Opiekę naukową i dydaktyczną nad założoną w 1990 roku uczelnią sprawował Uniwersytet Wrocławski. Uczelnia została zlikwidowana 30 września 2015 roku na podstawie uchwały Sejmiku Województwa Dolnośląskiego nr XXXIII/405/a w sprawie zamiaru likwidacji Kolegium, wynikającej z przyjęcia ustawy z dnia 5 listopada 2009 roku o zmianie ustawy Prawo o szkolnictwie wyższym, która zniosła kolegia.

## Kształcenie
Kolegium było szkołą zawodową kształcącą nauczycieli języków obcych w specjalnościach:
- Język angielski
- Język francuski
- Język niemiecki.

Absolwent po obronie pracy licencjackiej może podjąć pracę w szkolnictwie lub kontynuować naukę na studiach magisterskich. Kolegium zatrudniało 67 wykładowców, w tym kilku cudzoziemców, z wrocławskich uczelni.
Od samego początku istnienia, szkoła uczestniczyła w projektach edukacyjnych i naukowych Unii Europejskiej m.in. Socrates i TEMPUS, nawiązując kontakty z uczelniami we Francji, Wielkiej Brytanii oraz Niemczech.
Do momentu likwidacji Uczelni mury NKJO opuściło blisko 2000 absolwentów.